# 共同体
共同体（きょうどうたい）とは、同じ地域に居住して利害を共にし、政治・経済・風俗などにおいて深く結びついている人々の集まり（社会）のこと（地域共同体）。組織の名称の一部として用いられることがある（欧州共同体など）。
日本語では「地域共同体」が「地域社会」をも意味し得うるため、転じて国際的な連帯やインターネット上の集まりなども「共同体」あるいは「コミュニティ」（英語：community）と呼ばれる（例：ラテンアメリカ・カリブ諸国共同体、アフリカ連合、米州機構、東アジア共同体（計画中）、国際航空通信共同体）。地域の共同体であることよりも地域住民の相互性を強調する場合、地域コミュニティとカタカナ表記する場合も多い。
また、ゲマインシャフト（ドイツ語：Gemeinschaft）も「共同体」を意味する語。地縁、血縁、友情などにより自然発生した有機的な社会集団のこと。共同体組織。共同社会。ドイツの社会学者、フェルディナント・テンニースが、ゲゼルシャフト（ドイツ語：Gesellschaft、機能体組織、利益社会）の対概念として提唱したもの。近代以降の社会や組織の性格を考える上で広く受け容れられている。

## 表記
カタカナ表記は「コミュニティ」まれに「コミニティ」だが、コミュニケーション同様「コミニュティ」と誤記されることがある。

## ゲマインシャフトとゲゼルシャフト
テンニース（1855年 - 1936年）は、人間社会が近代化すると共に、地縁や血縁、友情で深く結びついた自然発生的なゲマインシャフト（Gemeinschaft、共同体組織）とは別に、利益や機能を第一に追求するゲゼルシャフト（Gesellschaft、機能体組織、利益社会）が人為的に形成されていくと考えた。
ドイツ語では、Gemeinschaft（ゲマインシャフト）は概ね「共同体」を意味し、Gesellschaft（ゲゼルシャフト）は概ね「社会」を意味する。テンニースが提唱したこのゲゼルシャフト（機能体組織、利益社会）とゲマインシャフト（共同体組織）とは対概念であり、原始的伝統的共同体社会（共同体組織）を離れて、近代国家・会社・大都市のような利害関係に基づき機能面を重視して人為的に作られた利益社会（機能体組織）を近代社会の特徴であるとする。
ゲマインシャフトでは人間関係が最重要視されるが、ゲゼルシャフトでは利益面や機能面が最重要視される。
日本においては、労働集約型の農業を基礎に「協働型社会」とも呼べるものが形成されていたと言われる。これは産業革命、工業化のプロセスに従って企業共同体へと変貌したと言われる（日本型社会主義）。しかし、バブル崩壊、経済のグローバル化、終身雇用制の崩壊、派遣労働者の採用の増加等に伴い、かつて企業そのものが家族共同体のようであると評された日本の企業風土も1990年代以降大きく変貌したと言える。

## 広義の共同体
学校のクラスも学ぶということをテーマにし、それが所属集団から、準拠集団へと成長しているなら学びの共同体である。インターネット上にも、さまざまなコミュニティが存在する。